# 謝南多厄縣 (維吉尼亞州)
謝南多厄县（英語：Shenandoah County）是美国弗吉尼亚州北部的一個縣，北鄰西維吉尼亞州，面積1,327平方公里。根據2020年美國人口普查，共有人口44,186人。縣治伍德斯托克（Woodstock）。該縣成立於1772年3月24日，5月15日生效；縣名來自雪蘭多亞河，可能是「星之美麗的女兒」或「雲杉河」的意思。